# Jonathan Pollard
Jonathan Jay Pollard (Galveston (Texas), 7 augustus 1954) is een Amerikaans-Israëlisch ex-inlichtingenofficier. Hij werd in 1987 na een akkoord met de openbaar aanklager veroordeeld tot een levenslange gevangenisstraf onder de Espionage act wegens het doorspelen van staatsgeheimen aan Israël. Zijn arrestatie leidde tot diplomatieke spanningen tussen de Verenigde Staten en Israël. 
Pollard werd in november 2015 vrijgelaten op basis van federale richtlijnen die golden op het moment van zijn veroordeling. Tot november 2020 stond hij wel onder allerlei restricties.

## Levensloop

### Vroege jaren
Pollard werd geboren in een gezin als jongste van drie kinderen. Zijn vader gaf les aan de Universiteit van Notre Dame in Indiana. Pollards ouders waren van Joodse afkomst en in het gezin was veel aandacht voor het joodse geloof en het land Israël. Pollard bezocht Israël in 1970 voor de eerste keer.
Na de middelbare school ging Pollard politicologie studeren aan de Stanford-universiteit. Hij rondde zijn studie in 1976 af. Pollard begon aan meerdere vervolgstudies, maar maakte er geen een af. In 1979 solliciteerde hij bij de CIA, maar werd niet aangenomen omdat uit een test met de leugendetector naar voren kwam dat hij drugs had gebruikt. Pollard had meer succes bij de United States Navy en trad in september 1979 in dienst bij de inlichtingendienst van de marine. Pollard kwam door de screening, hij hoefde ditmaal niet aan de leugendetector. De marine vroeg wel informatie over Pollard op bij de CIA, maar ontving deze niet.
Twee maanden nadat hij in dienst was, verzocht zijn directe baas om hem te ontslaan. Pollard had namelijk gelogen en gezegd dat zijn vader voor de CIA had gewerkt. In plaats van ontslag werd hij overgeplaatst. Pollard negeerde in zijn nieuwe positie de "chain of command" en zocht toenadering met admiraal Sumner Shapiro, die veel hoger in rang was, met een plan over Zuid-Afrika. Shapiro was hier niet van gediend en hij besloot dat Pollard alleen nog toegang mocht hebben tot niet-gevoelige geheime informatie. Doordat hij werd overgeplaatst glipte deze opdracht erdoorheen. Wel werd Pollard nogmaals onderzocht door de CIA en een psychiater. De CIA-agent die de test met de leugendetector afnam zei dat Pollard de test probeerde te manipuleren door te doen of hij ziek was. Daardoor was deze ongeldig.

### Spionage voor Israël
In de periode daarna kreeg Pollard een aantal goede beoordelingen. Nadat de psychiater in 1982 had geoordeeld dat Pollard niet geestesziek was werd zijn veiligheidsgraad verhoogd, waardoor hij toegang kreeg tot meer staatsgeheimen. Pollard werd in oktober 1984 aangenomen als analist bij het hoofdkwartier van de inlichtingendienst van de marine (Naval Intelligence Command (NIC)). Een paar maanden eerder ontmoette hij Aviem Sella, een voormalig kolonel van de Israëlische luchtmacht. Na zijn uitdiensttreding ging Sella computerwetenschappen studeren aan de New York-universiteit. Pollard vertelde waar hij werkte en vertelde over verschillende gebeurtenissen waarbij de Verenigde Staten Israël informatie onthield. Pollard bood aan voor Israël te spioneren.
Sella dacht eerst dat de FBI hem misschien wel via een omweg probeerde te rekruteren, maar geloofde Pollard uiteindelijk. Sella nam contact op met de Israëlische luchtmacht en kreeg de opdracht het contact verder uit te bouwen. Pollard begon vrijwel meteen geheime informatie door te geven, in ruil daarvoor kreeg hij geld, juwelen en diamanten. Pollard is er achteraf ook van beschuldigd informatie te hebben doorgespeeld aan Zuid-Afrika, Australië en via een derde partij aan Pakistan.
De precieze omvang en gevoeligheid van de informatie die Pollard heeft doorgespeeld aan Israël is onbekend. Minister van Defensie Caspar Weinberger verschafte de jury een geheim 46 pagina's tellend memorandum met daarin de informatie die Pollard had doorgespeeld. Dat document is nooit openbaar gemaakt. Pollard speelde honderdduizenden documenten door. Israël wilde vooral informatie hebben over activiteiten in het Midden-Oosten, maar ook bijvoorbeeld over de Sovjet-Unie en Amerikaanse operaties in het Middellandse Zeegebied. Pollard zou onder andere de laatste handleiding hebben doorgespeeld van Amerika's wereldwijde elektronische afluisternetwerk. Ook bevatte de documenten veel informatie over de werkwijze van de Amerikaanse inlichtingendiensten.

### Arrestatie

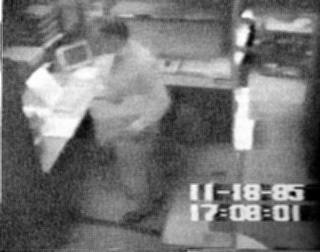
Camerabeelden van Pollard terwijl hij informatie verzamelt.

Pollards gedrag begon bij de inlichtingendienst op te vallen, maar hij liep niet direct tegen de lamp. Zo had hij een verslag opgevraagd over de militaire uitrusting van de Sovjet-Unie, en kreeg daarover vragen van het departementshoofd. Pollards uitleg dat hij het verslag nodig had voor een rapport over terroristische netwerken werd geloofd. Een collega rapporteerde in 1985 anoniem dat Pollard het gebouw van de NIC verliet met geheime informatie. Wat hij met de informatie deed was onduidelijk. Pollard nam vooral documenten mee op vrijdagmiddag, op het moment dat het rustig was en aanwezige collega's uitkeken naar het weekend. Op basis van de anonieme tip werd geen actie ondernomen, omdat Pollards activiteiten binnen de werkuren vielen en hij documenten mee naar buiten mocht nemen, omdat hij ook op andere locaties werkzaam was.
Voor Pollard viel uiteindelijk het doek. Een leidinggevende die op een zaterdag overwerkte zag op Pollards bureau allerlei geclassificeerde informatie liggen. Hij bekeek de documenten en het viel hem op dat deze niet ging over terrorisme in de Caraïben, het onderwerp waar de afdeling zich mee bezig hield. De leidinggevende vermoedde spionage en schakelde de FBI in. Pollard werd een week later door de FBI-agenten onderschept terwijl hij geheime informatie bij zich had. Hij zei dat hij die informatie overbracht naar een analist van een andere Amerikaanse inlichtingendienst. Zijn verhaal werd gecheckt en bleek niet te kloppen. Vervolgens verzocht Pollard zijn vrouw te mogen bellen. Omdat hij vrijwillig ondervraagd werd kon dit hem niet geweigerd worden. Pollard gebruikte het codewoord cactus in het gesprek, waarmee het voor zijn vrouw Anne duidelijk was dat hij in gevaar was. Zij verwijderde zo snel mogelijk alle geheime informatie in huis, maar miste een aantal documenten. In paniek bracht zij 32 kilo aan geheime documenten onder bij een buurman, een marineofficier. Die kreeg door dat er iets niet klopte en nam contact op met de inlichtingendiensten, waardoor de documenten terugkwamen.
Pollard gaf snel toe voor een buitenlandse inlichtingendienst te werken, zonder te zeggen voor wie. Zijn vrouw waarschuwde Aviem Sella. Vier Israëliërs die betrokken waren bij de operatie verlieten binnen 24 uur de Verenigde Staten. Pollard werd vrijgelaten, maar wel constant in de gaten gehouden. Samen met zijn vouw probeerde hij op 21 november 1985 de Israëlische ambassade in Washington D.C. binnen te komen, maar werd tegengehouden door de Israëlische beveiligers. Daarop werden zij door de FBI gearresteerd. Rafi Eitan verklaarde in 2014 dat hij opdracht had gegeven Pollard de toegang tot de ambassade te ontzeggen.

### Veroordeling
Pollard besloot met justitie mee te werken om zo een deal te kunnen sluiten waarbij de straf voor zijn vrouw laag zou uitvallen. Het oordeel van de rechtbank vond op 4 maart 1987 plaats. De openbaar aanklager adviseerde een gevangenisstraf van een "substantieel aantal jaren". De rechter was echter niet gebonden aan de gemaakte afspraken en veroordeelde Pollard tot levenslang. Zijn vrouw Anne kreeg vijf jaar celstraf opgelegd wegens het in bezit hebben van staatsgeheimen, maar werd na drie-en-een-half jaar vervroegd vrijgelaten wegens gezondheidsproblemen. Verschillende beroepspogingen leverden niets op.

### Diplomatieke spanningen
De spionage door Pollard voor Israël van een "bevriende" staat leidde tot een verslechtering van de banden tussen Israël en de Verenigde Staten. De Amerikanen deden een uitleveringsverzoek voor Sella. Zij reageerden furieus toen hij door Israël werd benoemd tot bevelhebber van een luchtmachtbasis, iets waar Israël door de diplomatieke druk van af zag.
In 1995 vroeg Pollard het Israëlische staatsburgerschap aan en kreeg dat. Pollards familie, zijn ex-vrouw en verschillende Israëlische en Amerikaans-joodse groepen hebben zich hard gemaakt voor gratieverlening voor Pollard. Yitzak Rabin was in 1995 de eerste premier die aandrong op gratieverlening. Ook premier Benjamin Netanyahu heeft daar op aangedrongen. President Bill Clinton was in 1998 geneigd om gratie te verlenen, maar zag daar op verzoek van Amerikaanse veiligheidsdiensten van af.

### Vrijlating
Federale wetten die van kracht waren op het moment dat Pollard veroordeeld werd stelden dat gevangenen die levenslang hadden na dertig jaar in aanmerking kwamen voor vrijlating, als zij zich in de gevangenis aan de regels hadden gehouden en de kans klein werd geacht dat de gevangene opnieuw de fout in zou gaan. Als gevolg daarvan kwam Pollard op 20 november 2015 vrij.
In de vijf jaar na zijn gevangenschap stond Pollard onder toezicht. Hij mocht zonder toestemming New York niet verlaten. Hij stond onder elektronisch toezicht; toegang tot het internet en perscontacten waren verboden. Ook moest hij tussen zeven uur 's avonds en zeven uur 's ochtends binnen zijn. Na beroep van zijn advocaten werd hem toegang tot het internet toegestaan, dit werd echter wel gemonitord. De Amerikaanse inlichtingendiensten gaven aan dat veel van de informatie die door Pollard dertig jaar eerder was gestolen nog steeds werd gezien als staatsgeheim. Dat was voor de rechter genoeg reden om de rest van de beperkingen in stand te houden. Op 20 november 2020 verliepen de beperkingen, waardoor hij vrij was om naar Israël te reizen. Het ministerie van Justitie deed geen poging om de beperkingen langer in stand te houden. Op 30 december 2020 werd hij verwelkomd in Israël waar hij zich vestigde.

## Persoonlijk
Na zijn vrijlating scheidde Pollard van zijn vrouw Anne Henderson, hij hertrouwde met de Canadese lerares Elaine Zeitz.
- Bibliothèque nationale de France: cb15055107s (data)
- Gemeinsame Normdatei: 118917021
- International Standard Name Identifier: 0000 0000 7859 6319
- Library of Congress Control Number: n88031890
- Nationale Bibliotheek van Israël: 987007266633905171
- Nationale Bibliotheek van Polen: a0000003252395
- Nederlandse Thesaurus van Auteursnamen: 087090759
- SNAC: w6x369dm
- Système universitaire de documentation: 255393253
- Virtual International Authority File: 21220595
- WorldCat: E39PBJyGXF4jDVgBfp8xdmPCwC